# 周河镇 (靖边县)
周河镇，是中华人民共和国陕西省榆林市靖边县下辖的一个乡镇级行政单位。
2011年，五里湾乡被撤销，辖境并入周河镇。

## 行政区划
周河镇下辖以下地区：
红柳沟村、杨家沟村、饮马坡村、柳沟村、巡检司村、东坪村、五里湾村、四咀村、王克浪沟村、边畔村、苏家湾村、卧虎塔村、阳塔村、刘兴庄村和小张渠村。